# Peter Vermes
Peter Joseph Vermes (Willingboro, 21 november 1966) is een Amerikaans voormalig voetballer. Hij is sinds 2009 de trainer van Sporting Kansas City in de Major League Soccer.

## Clubcarrière
Hij speelde onder andere voor Rába ETO, FC Volendam en UE Figueres. In 1988 werd hij uitgeroepen tot Amerikaans voetballer van het jaar.

## Interlandcarrière
Ook was Vermes international van de Verenigde Staten en speelde hij namens zijn vaderland op de Olympische Zomerspelen 1988, het WK van 1990 en op de CONCACAF Gold Cup. Onder leiding van bondscoach Lothar Osiander maakte hij zijn debuut op 13 januari 1988 in de vriendschappelijke uitwedstrijd tegen Guatemala (0-1) in Guatemala-Stad, net als doelman Mark Dodd. Vermes nam in dat duel na een kwartier de enige treffer voor zijn rekening.
| Interlands van Peter Vermes voor Verenigde Staten | Interlands van Peter Vermes voor Verenigde Staten | Interlands van Peter Vermes voor Verenigde Staten | Interlands van Peter Vermes voor Verenigde Staten | Interlands van Peter Vermes voor Verenigde Staten | Interlands van Peter Vermes voor Verenigde Staten |
| №                                                 | Datum                                             | Wedstrijd                                         | Uitslag                                           | Competitie                                        | Goals                                             |
| ------------------------------------------------- | ------------------------------------------------- | ------------------------------------------------- | ------------------------------------------------- | ------------------------------------------------- | ------------------------------------------------- |
| 1                                                 | 13 Jan 1988                                       | Guatemala – Verenigde Staten                      | 0–1                                               | Vriendschappelijk                                 | Goal                                              |
| 2                                                 | 14 May 1988                                       | Verenigde Staten – Colombia                       | 0–2                                               | Vriendschappelijk                                 |                                                   |
| 3                                                 | 10 Jun 1988                                       | Verenigde Staten – Ecuador                        | 0–2                                               | Vriendschappelijk                                 |                                                   |
| 4                                                 | 12 Jun 1988                                       | Verenigde Staten – Ecuador                        | 0–0                                               | Vriendschappelijk                                 |                                                   |
| 5                                                 | 16 Jun 1988                                       | Sovjet-Unie – Verenigde Staten                    | 1–0                                               | Vriendschappelijk                                 |                                                   |
| 6                                                 | 13 Jul 1988                                       | Verenigde Staten – Polen                          | 0–2                                               | Vriendschappelijk                                 |                                                   |
| 7                                                 | 24 Jul 1988                                       | Jamaica – Verenigde Staten                        | 0–0                                               | WK-kwalificatie                                   |                                                   |
| 8                                                 | 13 Aug 1988                                       | Verenigde Staten – Jamaica                        | 5–1                                               | WK-kwalificatie                                   |                                                   |
| 9                                                 | 16 Apr 1989                                       | Costa Rica – Verenigde Staten                     | 1–0                                               | WK-kwalificatie                                   |                                                   |
| 10                                                | 30 Apr 1989                                       | Verenigde Staten – Costa Rica                     | 1–0                                               | WK-kwalificatie                                   |                                                   |
| 11                                                | 13 May 1989                                       | Verenigde Staten – Trinidad en T.                 | 1–1                                               | WK-kwalificatie                                   |                                                   |
| 12                                                | 17 Sep 1989                                       | El Salvador – Verenigde Staten                    | 0–1                                               | WK-kwalificatie                                   |                                                   |
| 13                                                | 08 Oct 1989                                       | Guatemala – Verenigde Staten                      | 0–0                                               | WK-kwalificatie                                   |                                                   |
| 14                                                | 11 Nov 1989                                       | Verenigde Staten – Bermuda                        | 2–1                                               | Vriendschappelijk                                 |                                                   |
| 15                                                | 19 Nov 1989                                       | Trinidad en T. – Verenigde Staten                 | 0–1                                               | WK-kwalificatie                                   |                                                   |
| 16                                                | 24 Feb 1990                                       | Verenigde Staten – Sovjet-Unie                    | 1–3                                               | Vriendschappelijk                                 |                                                   |
| 17                                                | 20 Mar 1990                                       | Hongarije – Verenigde Staten                      | 2–0                                               | Vriendschappelijk                                 |                                                   |
| 18                                                | 28 Mar 1990                                       | Duitse Democratische Republiek – Verenigde Staten | 3–2                                               | Vriendschappelijk                                 |                                                   |
| 19                                                | 09 May 1990                                       | Verenigde Staten – Polen                          | 3–1                                               | Vriendschappelijk                                 |                                                   |
| 20                                                | 30 May 1990                                       | Liechtenstein – Verenigde Staten                  | 1–4                                               | Vriendschappelijk                                 |                                                   |
| 21                                                | 02 Jun 1990                                       | Zwitserland – Verenigde Staten                    | 2–1                                               | Vriendschappelijk                                 |                                                   |
| 22                                                | 10 Jun 1990                                       | Verenigde Staten – Tsjecho-Slowakije              | 1–5                                               | WK-eindronde                                      |                                                   |
| 23                                                | 14 Jun 1990                                       | Italië – Verenigde Staten                         | 1–0                                               | WK-eindronde                                      |                                                   |
| 24                                                | 19 Jun 1990                                       | Oostenrijk – Verenigde Staten                     | 2–1                                               | WK-eindronde                                      |                                                   |
| 25                                                | 15 Sep 1990                                       | Verenigde Staten – Trinidad en T.                 | 3–0                                               | Vriendschappelijk                                 |                                                   |
| 26                                                | 10 Oct 1990                                       | Polen – Verenigde Staten                          | 2–3                                               | Vriendschappelijk                                 |                                                   |
| 27                                                | 18 Nov 1990                                       | Trinidad en T. – Verenigde Staten                 | 0–0                                               | Vriendschappelijk                                 |                                                   |
| 28                                                | 21 Nov 1990                                       | Verenigde Staten – Sovjet-Unie                    | 0–0                                               | Vriendschappelijk                                 |                                                   |
| 29                                                | 20 Dec 1990                                       | Portugal – Verenigde Staten                       | 1–0                                               | Vriendschappelijk                                 |                                                   |
| 30                                                | 02 Feb 1991                                       | Verenigde Staten – Zwitserland                    | 0–1                                               | Miami Cup                                         |                                                   |
| 31                                                | 21 Feb 1991                                       | Bermuda – Verenigde Staten                        | 1–0                                               | Vriendschappelijk                                 |                                                   |
| 32                                                | 12 Mar 1991                                       | Verenigde Staten – Mexico                         | 2–2                                               | Vriendschappelijk                                 |                                                   |
| 33                                                | 16 Mar 1991                                       | Verenigde Staten – Canada                         | 2–0                                               | Vriendschappelijk                                 |                                                   |
| 34                                                | 07 Apr 1991                                       | Zuid-Korea – Verenigde Staten                     | 2–0                                               | Vriendschappelijk                                 |                                                   |
| 35                                                | 05 May 1991                                       | Verenigde Staten – Uruguay                        | 1–0                                               | Vriendschappelijk                                 |                                                   |
| 36                                                | 19 May 1991                                       | Verenigde Staten – Argentinië                     | 0–1                                               | Vriendschappelijk                                 |                                                   |
| 37                                                | 01 Jun 1991                                       | Verenigde Staten – Ierland                        | 1–1                                               | Vriendschappelijk                                 |                                                   |
| 38                                                | 29 Jun 1991                                       | Verenigde Staten – Trinidad en T.                 | 2–1                                               | CONCACAF Gold Cup                                 |                                                   |
| 39                                                | 01 Jul 1991                                       | Verenigde Staten – Guatemala                      | 3–0                                               | CONCACAF Gold Cup                                 |                                                   |
| 40                                                | 03 Jul 1991                                       | Verenigde Staten – Costa Rica                     | 3–2                                               | CONCACAF Gold Cup                                 |                                                   |
| 41                                                | 05 Jul 1991                                       | Verenigde Staten – Mexico                         | 2–0                                               | CONCACAF Gold Cup                                 |                                                   |
| 42                                                | 07 Jul 1991                                       | Verenigde Staten – Honduras                       | 0–0                                               | CONCACAF Gold Cup                                 |                                                   |
| 43                                                | 26 Feb 1992                                       | Brazilië – Verenigde Staten                       | 3–0                                               | Vriendschappelijk                                 |                                                   |
| 44                                                | 11 Mar 1992                                       | Spanje – Verenigde Staten                         | 2–0                                               | Vriendschappelijk                                 |                                                   |
| 45                                                | 29 Apr 1992                                       | Ierland – Verenigde Staten                        | 4–1                                               | Vriendschappelijk                                 |                                                   |
| 46                                                | 30 May 1992                                       | Verenigde Staten – Ierland                        | 3–1                                               | US Cup                                            |                                                   |
| 47                                                | 27 Jun 1992                                       | Verenigde Staten – Oekraïne                       | 0–0                                               | Vriendschappelijk                                 |                                                   |
| 48                                                | 31 Jul 1992                                       | Verenigde Staten – Colombia                       | 0–1                                               | Vriendschappelijk                                 |                                                   |
| 49                                                | 03 Sep 1992                                       | Canada – Verenigde Staten                         | 0–2                                               | Vriendschappelijk                                 |                                                   |
| 50                                                | 09 Oct 1992                                       | Verenigde Staten – Canada                         | 0–0                                               | Vriendschappelijk                                 |                                                   |
| 51                                                | 19 Oct 1992                                       | Verenigde Staten – Ivoorkust                      | 5–2                                               | Intercontinental Cup                              |                                                   |
| 52                                                | 31 Jan 1993                                       | Verenigde Staten – Denemarken                     | 2–2                                               | Vriendschappelijk                                 |                                                   |
| 53                                                | 06 Feb 1993                                       | Verenigde Staten – Roemenië                       | 1–1                                               | Vriendschappelijk                                 |                                                   |
| 54                                                | 13 Feb 1993                                       | Verenigde Staten – Rusland                        | 0–1                                               | Vriendschappelijk                                 |                                                   |
| 55                                                | 21 Feb 1993                                       | Verenigde Staten – Rusland                        | 0–0                                               | Vriendschappelijk                                 |                                                   |
| 56                                                | 03 Mar 1993                                       | Verenigde Staten – Canada                         | 2–2                                               | Vriendschappelijk                                 |                                                   |
| 57                                                | 09 Apr 1993                                       | Saoedi-Arabië – Verenigde Staten                  | 0–2                                               | Vriendschappelijk                                 |                                                   |
| 58                                                | 17 Apr 1993                                       | Verenigde Staten – IJsland                        | 1–1                                               | Vriendschappelijk                                 |                                                   |
| 59                                                | 08 May 1993                                       | Verenigde Staten – Colombia                       | 1–2                                               | Vriendschappelijk                                 |                                                   |
| 60                                                | 23 May 1993                                       | Verenigde Staten – Bolivia                        | 0–0                                               | Vriendschappelijk                                 |                                                   |
| 61                                                | 22 Jun 1993                                       | Verenigde Staten – Venezuela                      | 3–3                                               | Copa América                                      |                                                   |
| 62                                                | 14 Jul 1993                                       | Verenigde Staten – Panama                         | 2–1                                               | CONCACAF Gold Cup                                 |                                                   |
| 63                                                | 16 Oct 1993                                       | Verenigde Staten – Oekraïne                       | 1–2                                               | Vriendschappelijk                                 |                                                   |
| 64                                                | 21 Jan 1994                                       | Verenigde Staten – Zwitserland                    | 1–1                                               | Vriendschappelijk                                 |                                                   |
| 65                                                | 26 Mar 1994                                       | Verenigde Staten – Bolivia                        | 2–2                                               | Vriendschappelijk                                 |                                                   |
| 66                                                | 20 Apr 1994                                       | Verenigde Staten – Moldavië                       | 3–0                                               | Vriendschappelijk                                 |                                                   |
| 67                                                | 23 Mar 1997                                       | Costa Rica – Verenigde Staten                     | 3–2                                               | WK-kwalificatie                                   |                                                   |
| 68                                                | 16 Nov 1997                                       | Verenigde Staten – El Salvador                    | 4–2                                               | WK-kwalificatie                                   |                                                   |

## Erelijst

### Club
Kansas City Wizards
- MLS Cup

2000 (speler), 2013 (coach)
- MLS Supporters' Shield

2000 (speler)

### Nationale ploeg
Verenigde Staten
- CONCACAF Gold Cup

1991